# スザンナ・クァン
スザンナ・クァン（關菊英、Susanna Kwan、1958年5月3日 -）は、香港生まれの歌手、女優である。愛称は大公仔。身長165cm、体重52kg、血液型はAB型。おうし座。

## 人物・経歴
14歳の時、香港市政局の歌唱大会で優勝し、歌手デビュー。同時に女優としても活動を始める。
その後、『狂潮』・『過客』・『天龍八部』・『老爺大過天』・『雪山飛狐』など多くのドラマの主題歌・挿入歌を担当。
1982年に黎小田（マイケル・ライ）と結婚するが、1984年に離婚。
1986年、香港・伊利沙伯体育館にてソロライブを開催。1990年には一家でカナダ・バンクーバーへ移住。その後香港に帰国し、TVBドラマ『東方之珠』の出演を機に活動を本格的に再開。テレビドラマ『溏心風暴』、『溏心風暴之家好月圓』、『宮心計』などにレギュラー出演し人気を博す。
同年代に活躍したマイケル・クァン、マイケル・ライとは特に親交が深く、後年テレビドラマ関連のイベント・ライブなどでも共演している。

## 出演作品

### テレビドラマ (TVB)
- 1976年：狂潮
- 1978年：強人 - 香若梅 役
- 1979年：網中人 - 方淑華 役
- 1979年：女人三十
- 1980年：親情 - 馮秋雯 役
- 1981年：過客
- 1981年：女黒侠木蘭花
- 1982年：狩鷹 - Wendy Ma 役
- 1983年：神鵰侠侶 - 林朝英 役
- 1984年：儂本多情 - 唐瑛 役
- 1984年：武林聖火令
- 1985年：我愛伊人 - 香璧人 役
- 1985年：鼓舞
- 1988年：絶代双嬌
- 2006年：東方之珠 - 朱小嬌 役
- 2007年：溏心風暴 - 王秀琴 役
- 2008年：溏心風暴之家好月圓 - 鍾笑莎（Salina） 役
- 2009年：宮心計 - 阮翠雲 役
- 2010年：公主嫁到 - 丁來喜 役
- 2014年：名門暗戰 - 李秋萍 役
- 2017年：溏心風暴3 - 梁順華 役

### 番組司会 (TVB)
- 超級靚声演闘庁（2006年）
- 開心聊齋（2007年）
- 光影流情（ゲスト）（2008年）
- 歓楽満東華（2008年）

## 音楽作品 (歌曲)
- 書剣恩仇録の挿入歌：『事事未満足』
- 狂潮
- 過客
- 田園春夢（ロレンス・ンとのデュエット）
- 両忘煙水裡（マイケル・クァンとのデュエット）
- 心中只有你（TVBドラマ「武林世家」挿入歌、レスリー・チャンとデュエット）（1985年）
- 雪山飛狐（デイビッド・ロイとのデュエット）
- 我是痴情無限
- 講不出聲（TVBドラマ「溏心風暴」主題歌）（2007年）
- 無心害你（TVBドラマ「溏心風暴之家好月圓」主題歌）（2008年）

### コンサート
- スザンナ・クァン新年コンサート（1986年2月10日〜2月12日）
- スザンナ・クァン溏心コンサート（2007年8月1日〜8月2日）